# Nanaguna florida
Nanaguna florida är en fjärilsart som beskrevs av Walker 1862. Nanaguna florida ingår i släktet Nanaguna och familjen trågspinnare. Inga underarter finns listade i Catalogue of Life.